# 希瑪利亞嶺
70°50′S 68°27′W / 70.833°S 68.450°W
希瑪利亞嶺（英語：Himalia Ridge）是南極洲的山嶺，位於亞歷山大一世島東部的蓋尼米德高地北部，處於木星冰川以東，在美國探險隊拍攝空中照片，以木衛六命名。